# Hae Hae Te Moana River
Der Hae Hae Te Moana River ist ein 22 km langer Fluss in der Region Canterbury auf der Südinsel von Neuseeland.

## Geographie
Der Hae Hae Te Moana River entsteht durch den Zusammenfluss des Hae Hae Te Moana River North Branch und Hae Hae Te Moana River South Branch, rund 7 km nordwestlich von Geraldine. Die beiden Branches des Flusses haben ihren Ursprung in der bis zu 1587 m hohen Berglandschaft zwischen Geraldine im Osten und dem Lake Opuha im Westen. Von dem Zusammenfluss der beiden Zweige bewegt sich der Fluss nach Süden, um sich nach rund 22 km nordwestlich des Stadtzentrums von Temuka mit dem Waihī River zu vereinen und zusammen den Temuka River zu bilden.
Der New Zealand State Highway 79 kreuzt den Fluss westlich von Geraldine.